# Oniropolis
Oniropolis est issu du terme grec ὄνειρος qui signifie  songe et du terme latin politia qui signifie en terme politique la cité. Oniropolis peut être défini comme la cité du rêve.

Il s’agit d’abord d’un site où l’imaginaire est maître. Hors du temps et de l’espace, Oniropolis représente le Paradis perdu dont les seules limites sont celles de l’imagination elle-même. La particularité majeure de cette cité aux multiples aspects c’est qu’elle n'est accessible qu'à la seule agréable condition : celle de rêver.

## Oniropolis n'est pasUtopia

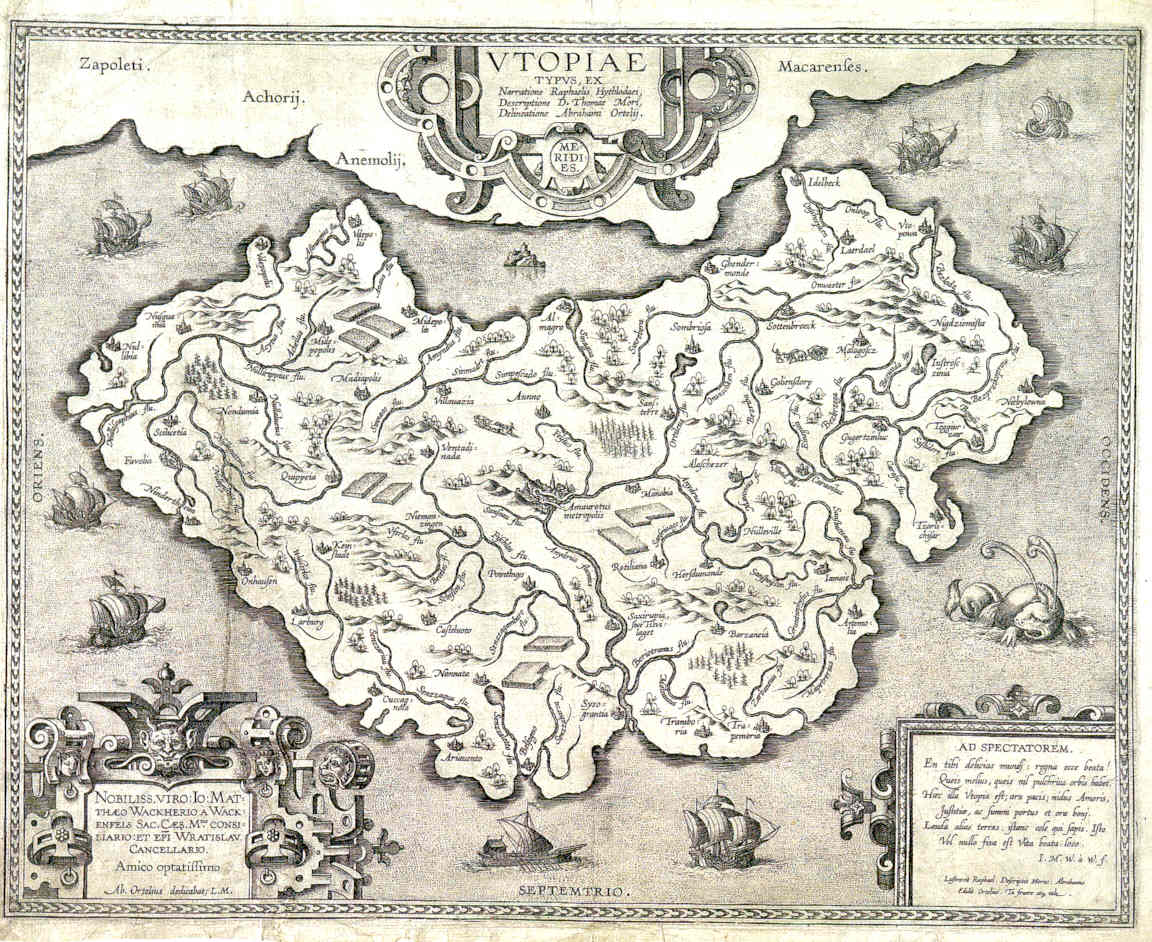
Utopia

Oniropolis ne doit pas être confondu avec Utopia, la cité idéale, qui, elle, rend compte d’une cité parfaite visant la reconstruction d’une organisation sociale basée le plus souvent sur un système raisonné. L’Utopia plus qu'une utopie architecturale, est avant tout la description mythifiée de l’organisation sociale, politique et économique d’une communauté humaine.

## Représentations
Ses représentations au cours de l’histoire sont multiples.  Du mythe du paradis terrestre, à celui de l’Atlantide en passant par  les  univers imaginaires de Peter pan ou dans d'autres œuvres telles celle contée dans Le Château dans le ciel, Oniropolis a jalonné l’histoire de l’humanité, et celle de notre enfance. Que ce soit au travers d’œuvres  fantastiques, de science-fiction ou d'anticipation, l’urbanisme rêvé occupe une place prépondérante dans la vision que nous avons de notre futur. 

Mais il est à noter que cette vision qu’évoque Oniropolis n’est pas une représentation nécessairement idéale de la cité. On retrouve par exemple Oniropolis dans des œuvres de Enki Bilal, qui, figé dans un futur proche décalé, plonge le lecteur dans un profond malaise.